# Pierre-Henri Gourgeon
Pierre-Henri Gourgeon, né le 28 avril 1946 à Mâcon, est un dirigeant d'entreprise français. Il est PDG du groupe Air France-KLM du 1er janvier 2009 au 17 octobre 2011.

## Biographie

### Formation
Ancien élève de l'École Polytechnique (X 1965), Pierre-Henri Gourgeon choisit le corps de l'armement et suit en école d'application l'École nationale supérieure de l'aéronautique et de l'espace (SUPAERO), dont il est diplômé en 1970. Il est également titulaire d'un Master of Science de CalTech à Pasadena. Il a enfin suivi une formation de pilote de chasse.
Ingénieur général de l'armement, Pierre-Henri Gourgeon suit dans un premier temps une carrière administrative qui lui voit occuper des fonctions au sein de la direction des constructions aéronautiques (DCAé) de la délégation générale pour l'armement, et au Centre de prospective et d'évaluation du ministère de la Défense (ancêtre de la délégation aux affaires stratégiques).

### Carrière dans le public
En 1981, Pierre-Henri Gourgeon entre au cabinet du premier ministre Pierre Mauroy en tant qu'adjoint au chef du cabinet militaire pour les affaires d'aéronautique et d'armement de 1981 à 1983, et chargé de mission pour les affaires industrielles de 1983 à 1984. Puis il devient chargé de mission en 1984 au cabinet du ministère du Travail, de l’Emploi et de la Formation professionnelle de Michel Delebarre.
De 1985 à 1988, il est directeur des programmes militaires de la SNECMA.
En 1988 il devient conseiller chargé de l’Aviation civile au sein du cabinet de Michel Delebarre, ministre de l’Equipement, du Logement, des Transports et de la Mer, puis est nommé directeur général de l'aviation civile, fonction qu'il assure entre 1990 et 1993. À ce titre, il est inquiété puis relaxé dans l'affaire de la catastrophe aérienne du mont Sainte-Odile, des experts n’ayant pu démontrer qu'un avertisseur GPWS aurait pu permettre d'éviter le crash.

### Carrière dans le  privé
Pierre-Henri Gourgeon compte parmi les proches de Jean-Cyril Spinetta. En juillet 1993, il entre au sein du groupe Air France comme PDG de Servair et de sa filiale Saresco, il devient conseiller du président en 1996, puis PDG d'Amadeus France et administrateur d'Amadeus GTD. En 1998 il est nommé directeur général d'Air France. En avril 1998, il négocie avec la SNPL - et en excluant les syndicats minoritaires des négociations - pour mettre fin à la grève autour des salaires à double échelle. Il devient directeur général délégué d'Air France-KLM en 2004, et directeur général du groupe Air France-KLM à la suite de Jean-Cyril Spinetta le 1er janvier 2009.
En juillet 2011, il est renouvelé dans son poste d'administrateur par l'Assemblée générale et dans son poste de directeur général pour quatre ans mais le 17 octobre suivant, il est remplacé par Alexandre de Juniac en tant que PDG du groupe Air France. Le poste de DG du groupe Air France-KLM, qu'il occupait également, est repris par Jean-Cyril Spinetta,. Sur l'exercice 2010/2011, sa rémunération annuelle brute a atteint 1,3 million d'euros brut, soit une augmentation d'environ 46 % par rapport à l'exercice précédent. En parallèle, les bénéfices de l'entreprise sont passés de -1 600 millions d'euros en 2009/2010 à +613 millions d'euros en 2010/2011.
Depuis il exerce une activité de consultant au sein de sa propre entreprise, PH Gourgeon Conseil. En mars 2013, Le Figaro affirme que Pierre-Henri Gourgeon a été recruté par SFR pour aider ses équipes commerciales à valoriser ses offres premium.

### Vie privée
Pierre-Henri Gourgeon est marié à Mireille, avec qui ils ont deux enfants.

## Autres fonctions
- Président de l'Association des anciens élèves et diplômés de l'École polytechnique (2002-2006)[12]
- Administrateur d'Amadeus depuis 2005[13]

## Distinctions
- Officier de l'ordre national du Mérite (2000)[14]
- Chevalier de la Légion d'honneur (1993)[15]

## Polémiques
En février 2012, son achat de billets à prix particulièrement bas (24,37 euros, en classe affaires et en haute saison) à destination de l'île Maurice pour son épouse et pour lui-même, et de deux autres billets à tarifs également très préférentiels pour deux autres proches, provoque de vives réactions au sein du personnel d'Air France-KLM, alors que des mesures drastiques d'économies de deux milliards d'euros sur trois ans sont mises en place et impliquent notamment une sensible réduction des facilités de voyage pour les salariés. Le 13 février 2012, Pierre-Henri Gourgeon annonce qu'il décide de renoncer à ces billets, auxquels il précise avoir droit comme l'ensemble des anciens dirigeants de la compagnie, et précise qu'il a acheté de nouveaux billets dans une classe tarifaire accessible aux retraités d'Air France. Il indique avoir pris cette initiative dans l'attente d'une remise à plat des avantages dont bénéficient les anciens et actuels cadres dirigeants de l'entreprise.
En octobre 2011, lors de son départ, le Conseil d’administration décide de lui imposer une clause de non-concurrence. La prime de non-concurrence de 400 000 euros qui lui est versée est soumise en mai 2012 à l’Assemblée Générale et fait polémique. Le syndicat UNSA de l'aérien et certaines voix politiques dénoncent le versement de cette prime en période de restructuration d'Air France,. Le 31 mai 2012, lors d'une assemblée générale d'actionnaires de la compagnie, ces derniers ont massivement rejeté à 78,80 % le principe du versement de cette prime,. Ayant déjà touché cette prime, Pierre-Henri Gourgeon n'a pas annoncé son intention de la rendre à son ancien employeur.
En mars 2015, la société Air France et Pierre-Henri Gourgeon sont condamnés par l'AMF à une amende de 1 million et 40 000 d'euros respectivement pour leur manque de transparence sur les perspectives financières de l'entreprise sur l’exercice 2010/2011.